# 蘇博蒂察猶太會堂

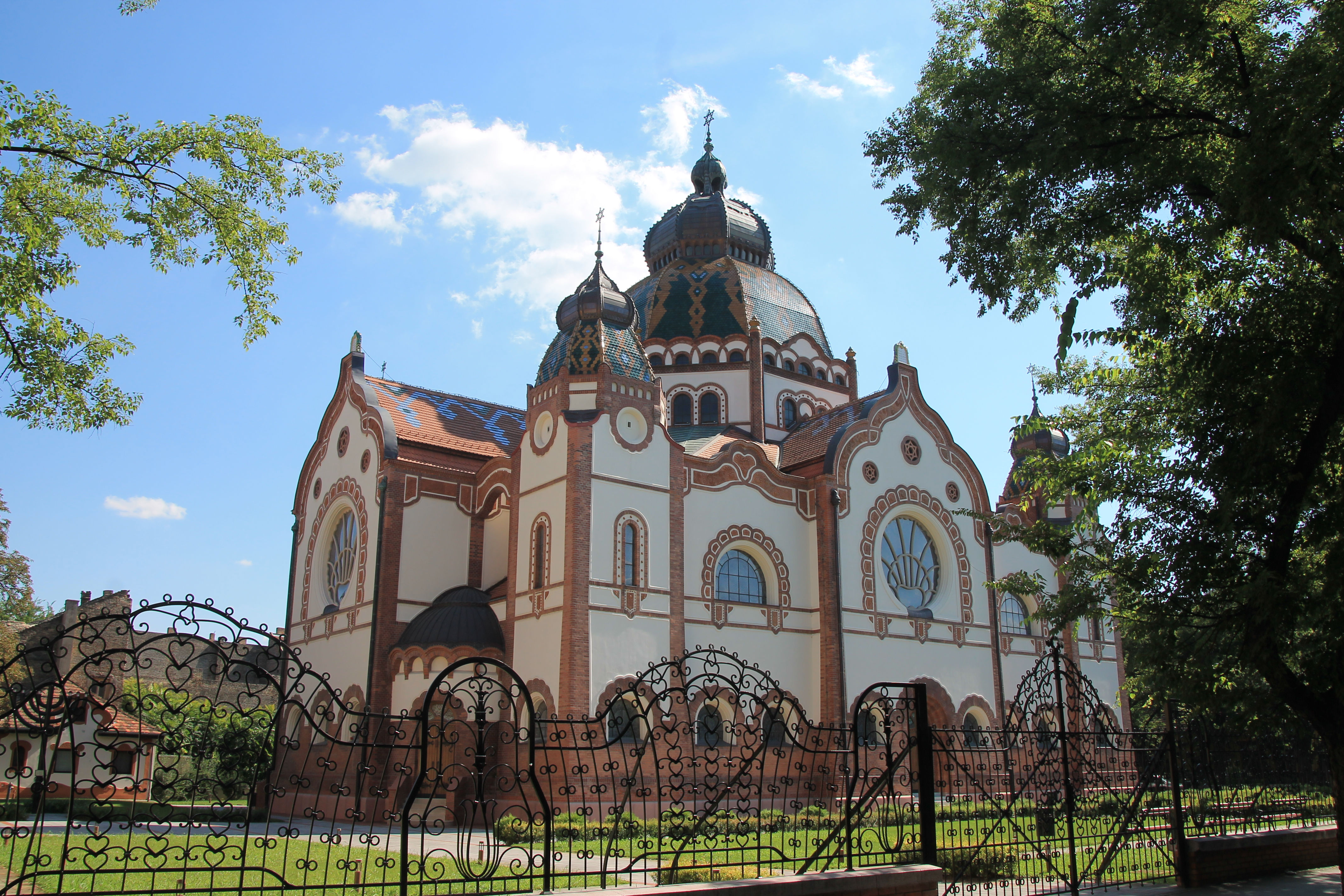
蘇博蒂察猶太會堂

蘇博蒂察猶太會堂（Subotica Synagogue）是塞爾維亞城市蘇博蒂察的一座建築。蘇博蒂察猶太會堂是匈牙利新藝術運動宗教建築的代表作。現在蘇博蒂察猶太會堂是塞爾維亞的保護建築。

## 外部連結
- Facebook site: https://www.facebook.com/synagogue24000 （页面存档备份，存于）
- http://www.zsinagoga.com（页面存档备份，存于）
- https://web.archive.org/web/20080514013503/http://www.duke.edu/religion/graphic/subotica.html
- https://web.archive.org/web/20071028030928/http://www.bh.org.il/swj/general.php?places=31&language=1